# Калорія
Кало́рія, позначення: кал, міжнародне: cal (від лат. calor — «тепло») — традиційна позасистемна одиниця вимірювання енергії, що дорівнює енергії, необхідній для нагрівання 1 г води на 1 °C. Дорівнює приблизно 4,2 Дж.
Має широке застосування в біології, хімії, харчовій промисловості та суміжних галузях. У калоріях вимірюють кількість теплоти і термодинамічні потенціали, енергетичну цінність харчових продуктів, теплові ефекти хімічних реакцій тощо.
Часто застосовується похідна одиниця: 1 кілокалорія (ккал) = 1000 кал.
У теплоенергетиці також широко застосовується поняття Гігакалорія (Гкал) = 1 000 000 000 кал (109 калорій). Це кількість теплової енергії необхідної для нагрівання 1000 м3 води на 1 °C.

## Різновиди
Енергія, яка потрібна для нагрівання 1 г води на 1 °C залежить від початкової температури, кількість такої енергії важко визначити точно. Тому існує декілька визначень калорії. Два найуживаніші визначення — термохімічна калорія, та калорія при 15 °C.
Коефіцієнти, які використовуються для переведення калорій у джоулі чисельно дорівнюють вираженню питомої теплоємності води у джоулях на грам або кілоджоулях на кілограм.
| Назва                     | Позначення | Еквівалент у Джоулях | Примітки |
| ------------------------- | ---------- | -------------------- | --- |
| Термохімічна калорія      | калтх      | ≡ 4,184 Дж           | Відповідно до ISO 31-4 |
| Калорія при 4 °C          | кал4       | ≈ 4,204 Дж           | Кількість енергії, необхідна для нагрівання одного граму води вільної від повітря від 3,5 °C до 4,5 °C за умов стандартного атмосферного тиску. |
| Калорія при 15 °C         | кал15      | ≈ 4,1855 Дж          | Кількість енергії, необхідна для нагрівання одного граму вільної від повітря води від 14,5 °C до 15,5 °C за умов стандартного атмосферного тиску (101,325 кПа). Експериментальні значення, отримані для цієї калорії, варіюються від 4,1852 Дж до 4,1858 Дж. 1950 року CIPM опублікував середнє експериментальне значення 4,1855 Дж, із зазначенням похибки 0,0005 Дж. |
| Калорія при 20 °C         | кал20      | ≈ 4,182 Дж           | Кількість енергії, необхідна для нагрівання одного граму вільної від повітря води від 19,5 °C до 20,5 °C за умов стандартного атмосферного тиску. |
| Середня калорія           | калсередня | ≈ 4,190 Дж           | 1⁄100 кількості енергії, необхідної для нагрівання одного граму вільної від повітря води від 0 °C до 100 °C за умов стандартного атмосферного тиску. |
| Міжнародна калорія (1956) | калIT      | ≡ 4,1868 Дж          | = 0,001163 Вт·г. Це визначення було ухвалено П'ятою міжнародною конференцією щодо властивостей пари (Лондон, 1956 рік). |

Окрім того, існує позасистемна одиниця вимірювання «фригорія», що позначає одиницю холоду, і має значення рівне міжнародній калорії, але з від'ємним знаком.

## Харчування
Основна стаття: Харчова енергія
У харчовому контексті кілоджоуль (кДж) є одиницею енергії системи SI в їжі, хоча калорії зазвичай використовуються. Слово калорія зазвичай використовується з кількістю вимірюваних кілокалорій (ккал) харчової енергії.
У США більшість дієтологів віддають перевагу одиниці кілокалорії одиниці кілоджоулі, тоді як більшість фізіологів воліють використовувати кілоджоулі. У більшості інших країн дієтологи віддають перевагу кілоджоулю перед кілокалорією. Закони США про маркування харчових продуктів вимагають використання кілокалорій (під назвою «Калорії»); кілоджоулі дозволяється включати на етикетки харчових продуктів поряд з кілокалоріями, але більшість харчових етикеток цього не роблять. В Австралії кілоджоулі офіційно віддають перевагу кілокалоріям, але кілокалорії зберігають певний рівень популярності. Австралійські та новозеландські закони про маркування харчових продуктів вимагають використання кілоджоулів; кілокалорії дозволяється включати на етикетки на додаток до кілоджоулів, але вони не є обов'язковими. Закони ЄС про маркування харчових продуктів вимагають як кілоджоулі, так і кілокалорії на всіх харчових етикетках, причому кілоджоулі перераховані першими.
Для полегшення порівняння показники питомої енергії або щільності енергії часто вказуються як «калорії на порцію» або «ккал на 100 г». Поживна потреба або споживання часто виражається в калоріях або кілокалоріях на день.
Харчові речовини у вигляді жиру (ліпіди) містять 9 кілокалорій на грам (ккал / г), тоді як вуглеводи (цукор) або білки містять приблизно 4 ккал/г. Алкоголь у їжі містить 7 ккал/г. Харчові поживні речовини також часто вказують «на 100 г».